# The Sandman: Endless Nights
The Sandman: Endless Nights è un romanzo grafico scritto da Neil Gaiman come seguito della serie a fumetti The Sandman. Il fumetto è diviso in sette capitoli, ognuno dedicato ad un membro degli Eterni, una famiglia di fratelli e sorelle che sono manifestazioni fisiche dei concetti metafisici di Sogno, Morte, Desiderio, Distruzione, Delirio, Disperazione e Destino. Fu pubblicato dalla DC Comics nel 2003 e vinse il Premio Bram Stoker alla Narrativa illustrata; fu anche il primo fumetto mai inserito nella lista dei Best Sellers indetta dal New York Times.
Ogni storia è stilisticamente diversa, e ognuna illustrata da un artista diverso. La maggior parte delle storie sono indipendenti una dalle altre, tuttavia la storia dedicata a Distruzione si collega direttamente e segue quella dedicata a Delirio. Le storie di Distruzione e Delirio sono le uniche ad avere luogo dopo gli eventi descritti nella serie The Sandman.
In linea con tutti gli altri fumetti di Sandman, la copertina, il logo e il disegno del fumetto furono creati da Dave McKean.

## Capitoli

### Capitolo 1: Morte - Morte e Venezia
Illustrazioni di P. Craig Russell
Questa storia ha a che fare con l'idea della qualità contro la quantità di vita. Si divide tra due punti di vista: le vite di un gruppo su un'isola fuori dalla costa di Venezia protetta dalla magia di Morte contro i ricordi e i pensieri di un giovane americano (la conclusione suggerisce che sia un soldato delle forze speciali) che non dimenticò mai il suo incontro con lei nella sua infanzia.
La storia è narrata da un uomo verso la fine dei suoi vent'anni/inizio trenta che sembra essere disilluso con il mondo intorno a lui. Cammina per Venezia parlando di tempo, illusione e inganno prima di seguire in un esteso flashback di un suo viaggio nella città da bambino. Mentre giocava a nascondino si perse e incontrò Morte degli Eterni davanti ad un cancello chiuso. Morte gli chiese di aprirlo, cosa che tentò di fare finché il giovane non fu trovato dai suoi cugini ore più tardi, che lo riportarono a Venezia. Il resto della storia è un tentativo di ritorno a quel cancello, con successiva interazione con Morte, meditando sulla falsità della realtà, la sua ossessione per Morte, e la sua generale malinconia.
Il nome della storia deriva dalla novella di Thomas Mann del 1912 La morte a Venezia. Il desiderio del mago su come morire dall'inizio della storia fu originariamente affermata da Boris il bodyguard in Death: Time of Your Life.

### Capitolo 2: Desiderio - Ciò che ho assaggiato del desiderio
Illustrato da Milo Manara
Questa storia narra di una donna che avendo fatto uno scambio con Desiderio vince la mano del suo amato per poi perderlo in guerra.
Lo stesso Gaiman disse che si basò su un aneddoto storico raccontato da George MacDonald Fraser. Raccontò la storia di una donna di nome Kara in quella che sembrò la storia della Britannia pre-conquista Romana. La ragazza narra la storia ai lettori in una serie di ritiro mentre interagisce con gli altri personaggi.
Kara comincia la storia raccontando della sua storia d'amore con Danyal: lui è, secondo tutte le evidenze, un uomo affascinante e sicuro di sé, interessato sia alle arti della guerra che dell'amore, e che un giorno camminando al fianco di una pastorella (Kara) le disse che ore passate a pescare non contavano di fronte al tempo della vita di un uomo, e dopo quello che sembrava un commento inoffensivo ma affascinante, se ne andò per vivere la sua vita. Kara, tuttavia, concepì un potente desiderio per quel giovane uomo.
Kara si consultò con una strega ma non volle che preparasse una pozione d'amore, dicendo "Non voglio un uomo che posso comprare con una pozione". Dopo qualche suggerimento, la strega le disse di un uomo, o donna, o entrambi, con gli occhi d'oro che ispirava "un desiderio che non ha nulla a che fare con il tuo giovane uomo".
Il giovane andò alla costa mentre suo padre andò ad incontrare la gente del luogo per negoziare uno scambio di ostaggi. Questa negoziazione non andò nel verso giusto e Kara si travestì da uomo (non molto bene) per andare alla costa e dire a Danyal che suo padre era morto. Sulla strada incontrò Desiderio che tornava al suo regno, e lo ascoltò dirle molte cose, di cui solo due furono direttamente note ai lettori: primo, che la maggior parte delle storie riguardano qualcuno che vuole qualcosa, e la seconda, che desiderare ciò che si vuole ed essere felici sono due cose separate. L'interesse di Desiderio per Kara può essere spiegato dalla sua affermazione verso di lei: "La maggior parte delle persone desiderano come la fiamma di una candela, ma tu desideri come un incendio in una foresta". Desiderio tagliò anche numerosi giorni dal suo periodo di viaggio.
Kara disse a Danyal di suo padre e si avviarono verso casa. Quella stessa sera, Danya capì che era la donna con cui camminò per vedere le capre tanto tempo fa, e quindi le offrì di dormire insieme, cosa che lei rifiutò. Si diressero verso casa, e quando lui le propose di sposarlo di nuovo rifiutò. Kara fu corteggiata per tre mesi, alla fine dei quali Danyal si innamorò di lei e le diede un bracciale come dono di nozze, cosa che la fece acconsentire.
Tutti ballarono al loro matrimonio e le ragazze locali sentivano che una volta che il loro capo si fosse stancato della sua nuova sposa, sarebbe tornato da loro. Lui non lo fece, diede invece un fiore alla moglie e si diressero entrambi verso la costa. Una sera mentre il giovane era fuori e tutti gli uomini del villaggio stavano pattugliando la zona a causa del lupi, un gruppo di forestieri visitarono il villaggio, chiedendo un riparo. Kara li fece accomodare e diede loro del cibo secondo le usanze, affermando "Ospitalità agli stranieri e agli amici. È così che si fa". Mentre diceva queste parole, gli uomini tolsero la testa di suo marito da un sacco e la misero sul tavolo: il loro piano era di stuprarla, rubare ciò che potevano e quindi fuggire.
Kara fece una cosa che spiegò successivamente ai lettori e che non rivelò mai agli stranieri: lusingò ognuno di loro, dando ad ognuno le giuste attenzioni e flirtando, ma mai troppo. Essenzialmente, fece sì che ognuno degli uomini la desiderasse, e lei voleva che la volessero, cosa che portò gli uomini ad una prova di forza, abilità, conversazione e infine riuscì a tenerli distratti tutta la notte finché i suoi vicini non tornarono al villaggio nel mattino e li uccisero tutti.
Kara bruciò la testa di suo marito, e, non desiderando nulla come desiderava lui, passò il resto della vita ad attendere per la sorella di Desiderio, Morte.

### Capitolo 3: Sogno - Il cuore di una stella
Illustrazioni di Miguelanxo Prado.
In un passato lontano, Sogno e il suo nuovo interesse romantico, Killalla dei Brillanti, viaggiarono verso un incontro di fenomeni astronomici. La mortale Killalla rimase attonita nel venire a conoscenza che gli esseri con cui si stava intrattenendo e chiacchierando con molta naturalezza erano, di fatto, veramente le stelle, le galassie e le dimensioni che comprendono l'universo. Dopo un incontro con il sole del nostro mondo, Sto-Oa, Killalla e la stella si innamorarono, presumibilmente grazie ai poteri di Desiderio, mentre Sogno, sconvolto e con il cuore spezzato, li guardava.
La storia mise in mostra un numero di cose menzionate nella serie The Sandman ma mai illustrate prima. Qui, Morte era un personaggio freddo e senza pietà mentre Delizia non era ancora diventata Delirio (anche se le sue bolle di conversazione erano in qualche modo somiglianti a quelle di Delirio). Le radici del conflitto tra Sogno e Desiderio (all'inizio della storia, i due sono molto vicini) furono illustrate per la prima volta, in quanto le regole degli Eterni proibiscono loro di avere un qualche coinvolgimento romantico con i mortali. Anche la prima incarnazione di Disperazione comparve nella storia, ed era molto diversa in aspetto quanto più socievole della sua incarnazione successiva.
In più, nella storia ci furono diversi riferimenti ad altri personaggi DC. Il personaggio di Killalla proveniva da Oa (anche se tecnicamente, in questo punto del tempo, proveniva dal pianeta "Maltus"), ed era quindi un'antenata dei Guardiani dell'Universo, che erano in procinto di formare il Corpo delle Lanterne Verdi. Il suo potere di manipolare l'energia verde può essere vista come un'evoluzione verso la creazione del potere delle Lanterne Verdi. Disperazione ebbe una conversazione con una Gigante rossa di nome Rao a proposito della creazione della vita su un mondo instabile e la possibilità di un solo sopravvissuto che ne portasse il lutto della distruzione: ovvio riferimento alla storia di Superman; Rao, infatti, è il gigante sole rosso che orbitava intorno al pianeta natale di Superman, Krypton, ed era anche il dio kryptoniano (i colori delle stelle nella storia seguono gli standard dell'Universo DC, e non quella del vero ciclo di vita stellare).
La storia fu narrata dal Sole, descritta all'interno del fumetto come una stella molto giovane e goffa nota come il nome in Lingua latina di Sol. Raccontò la storia della Terra nel periodo in cui stava ancora dormendo e non c'era vita su di lei. Sogno conversò con Sol a proposito della possibilità di vita su uno dei suoi pianeti, e lui espresse un interesse in loro somigliante a quello di Sogno per Killalla, mettendo così la Terra a favore della nostra esistenza a dispetto degli altri pianeti come probabile ragione per il quale Sogno la preferì.
In più, altri elementi tratti da "Brief Lives" sono reminiscenti nella storia. Il fatto che il palazzo e le sue stanze si dissolvono nella luce mostra che "la materia e la luce sono intercambiabili" - uno dei motivi che portarono Distruzione ad abbandonare il suo regno e le sue responsabilità. Distruzione ebbe anche il ruolo di "creatore" (e fu lui a teorizzare che lui stesso e i suoi fratelli possedevano una doppia natura - essendo sia sé stessi che i loro rispettivi opposti). Desiderio cominciò a mostrare rifiuto, sfiducia e odio nel cuore di Sogno (ancora una volta la doppia natura). Qualunque cosa le entità decidessero, non era importante, in quanto infine Morte li avrebbe richiamati tutti (un riferimento a "The Illusion of Permanence" e al fatto che anche quelli con la vita più lunga avrebbero "vissuto solo una volta" e avrebbero vissuto "Vite Brevi"). Le bolle di conversazione di Delizia erano già le stesse di Delirio - solo meno notabili (cosa che ricordò al lettore che "il cambiamento è inevitabile"). Sia in "Il Cuore di una Stella" che in "Brief Lives", i personaggi fecero commenti riguardanti la cecità di Destino e, in entrambe le storie, fu mostrato che c'erano domande a cui neanche Destino poteva rispondere (all'inizio, non poteva sapere se Killalla amasse veramente Sogno, e alla fine, non sapeva che Delizia si sarebbe trasformata in Delirio). In entrambe le storie, Sogno era triste, a causa del cuore infranto. In entrambi i casi, sospettò di Desiderio e lo riteneva responsabile di ciò. In entrambe le serie, il suo stato d'animo si ripercosse sul suo regno, sia direttamente che indirettamente (in "Il Cuore di una Stella" decise di creare la vita sulla Terra e in "Brief Lives" causò il brutto tempo nel Sogno).

### Capitolo 4: Disperazione - Quindici ritratti di disperazione
Illustrazioni di Barron Storey, disegnato da Dave McKean
Questa raccolta di quindici piccole vignette che illustrano diversi aspetti di Disperazione, o il personaggio in sé, l'emozione in astratto, o le persone in stato di disperazione. Uno di questi è a proposito di un uomo disoccupato che dà da mangiare ai gatti, che poi si mangiarono a vicenda per sopravvivere quando questi si ritrovò lontano per molto tempo per lavorare. Un altro riguardava un prete che fu costretto ad abbandonare la tonaca a causa di uno scandalo di molestie anche se aveva dimostrato che erano notizie false e infondate. Un terzo riguardava di una donna che, dopo aver commesso suicidio per evadere dal suo dolore, si sedette sul ciglio della strada in attesa dell'inizio della felicità.
Nell'introduzione del fumetto, Neil Gaiman affermò che aveva originariamente pianificato di scrivere venticinque "Ritratti di disperazione".

### Capitolo 5: Delirio - Entrando
Illustrazioni di Bill Sienkiewicz
Questa storia riguarda numerose persone mentalmente instabili che vengono riunite per una missione al fine di salvare Delirio da sé stessa. È possibile che alla fine di questa storia Delirio guarì in certo senso; almeno due delle persone coinvolte nel salvataggio furono parzialmente guariti. Daniel, il corvo di Sogno, Matthew e Barnabas, il cane di Delirio protettore e prestito a lungo termine di Distruzione, compaiono come parte della missione di salvataggio. Una delle avventure si basa più o meno su Henry Darger.

### Capitolo 6: Distruzione - Sulla penisola
Illustrazioni di Glenn Fabry.
Questa è una storia a proposito di alcuni archeologi che scoprirono ed esplorarono una penisola molti anni avanti nel futuro. Cronologicamente, questa storia si ambienta dopo Entrando, il capitolo precedente a questo in cui compare Delirio. Il dialogo tra Delirio e un personaggio umano indica che la rottura tra Distruzione e il resto degli Eterni fu parzialmente riparata. La storia è narrata da un'archeologa che ha costanti sogni, anche ad occhi aperti, del mondo in forme post-apocalittiche, indicando che appartiene al regno di Distruzione; tutto ciò fa eco agli eventi della storia in quanto la ragazza diviene fortemente attratta da Distruzione mentre scopriva artefatti sulla Penisola. Secondo Delirio, gli artefatti che gli archeologi scoprirono sulla penisola non provenivano dal futuro, ma una da una distorsione della realtà causata dalla presenza di Delirio o di Distruzione nell'area. Alla fine, la penisola fu misteriosamente distrutta. Il fatto che Distruzione potrebbe aver causato la distorsione della realtà, che parlò con la sua famiglia di nuovo e che la penisola fu infine distrutta potrebbe in qualche modo implicare che lui sarebbe potuto o no essere tornato alle sue funzioni e responsabilità.

### Capitolo 7: Destino - Notti eterne
Illustrazioni di Frank Quitely
La storia breve è semplicemente un viaggio nel giardino di Destino, pieno di biforcazioni. Basato sui vestiti della statua di Delirio in uno dei pannelli e la postura della statua di Sogno, sembra avere luogo durante The Kindly Ones. Questa storia fu originariamente illustrata da Moebius: Neil Gaiman sapeva che, a causa della sua età e dei problemi di salute, l'artista non sarebbe stato in grado di fornire la storia per tempo, così disegnò una storia che fosse breve e piena di immagini. Alla fine, la malattia fece sì che Moebius non fosse in grado di lavorare alla storia, così fu terminata da Frank Quitely.